# Tiberius Julius Teiranes

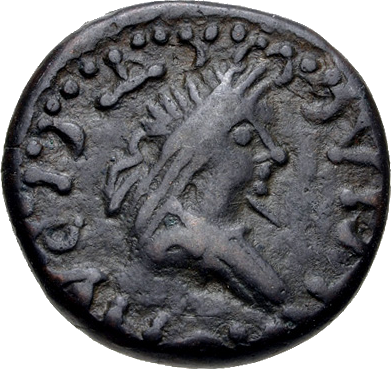
Một đồng tiền cổ có in hình Teiranes

Tiberius Julius Teiranes, có thể được gọi là Gaius Julius Teiranes hoặc Teiranes (tiếng Hy Lạp: Τιβέριος Ἰούλιος Τειρανης, thế kỷ thứ 3 - mất năm 279) là một hoàng tử và vua chư hầu La Mã của vương quốc Bosporos.
Teiranes là con trai thứ ba của vua Bosporos Rhescuporis V với một người phụ nữ không rõ tên tuổi. Ông mang trong mình huyết thống Hy Lạp, Iran và La Mã. Người anh trai đầu tiên của ông là hoàng tử Pharsanzes và người anh trai thứ hai là hoàng tử Synges.
Teiranes đã lên kế vị người anh trai thứ hai của mình,Synges, vốn đã qua đời vào khoảng năm 276, và trở thành vị vua đồng cai trị thứ ba với người cha của họ, vua Rhescuporis V. Cũng trong năm 276, người cha của Teiranes cũng qua đời và ông đã lên kế vị. Teiranes đã cai trị vương quốc Bosporos từ năm 276 cho đến khi ông qua đời vào năm 279.
Tước hiệu hoàng gia của ông trên tiền xu trong tiếng Hy Lạp là: ΒΑΣΙΛΕΩΣ ΤΕΙΡΑΝΟΥ hoặc của vua Teiranes. Triều đại của Teiranes cùng thời với cuộc khủng hoảng của thế kỷ thứ ba trong đế chế La Mã. Trong suốt triều đại của ông, một hợp kim đồng-giả đã được thêm vào những tiền xu bằng đồng và bạc được đúc ở vương quốc Bosporos. Có ít thông tin được biết đến về cuộc đời và sự cai trị của Teiranes.
Trong thời gian cầm quyền ngắn ngủi của mình, Teiranes đã đồng cai trị với người con trai cả của ông với một người phụ nữ không rõ tên tuổi, Sauromates IV, ông ta sớm qua đời vào năm 276 và sau đó người con trai thứ hai của ông, Theothorses, đã cùng cai trị với ông. Khi Teiranes qua đời năm 279, ông đã được kế vị bởi người con trai thứ hai, Theothorses.